# Rue Herran
La rue Herran est une voie du 16e arrondissement de Paris, en France.

## Situation et accès

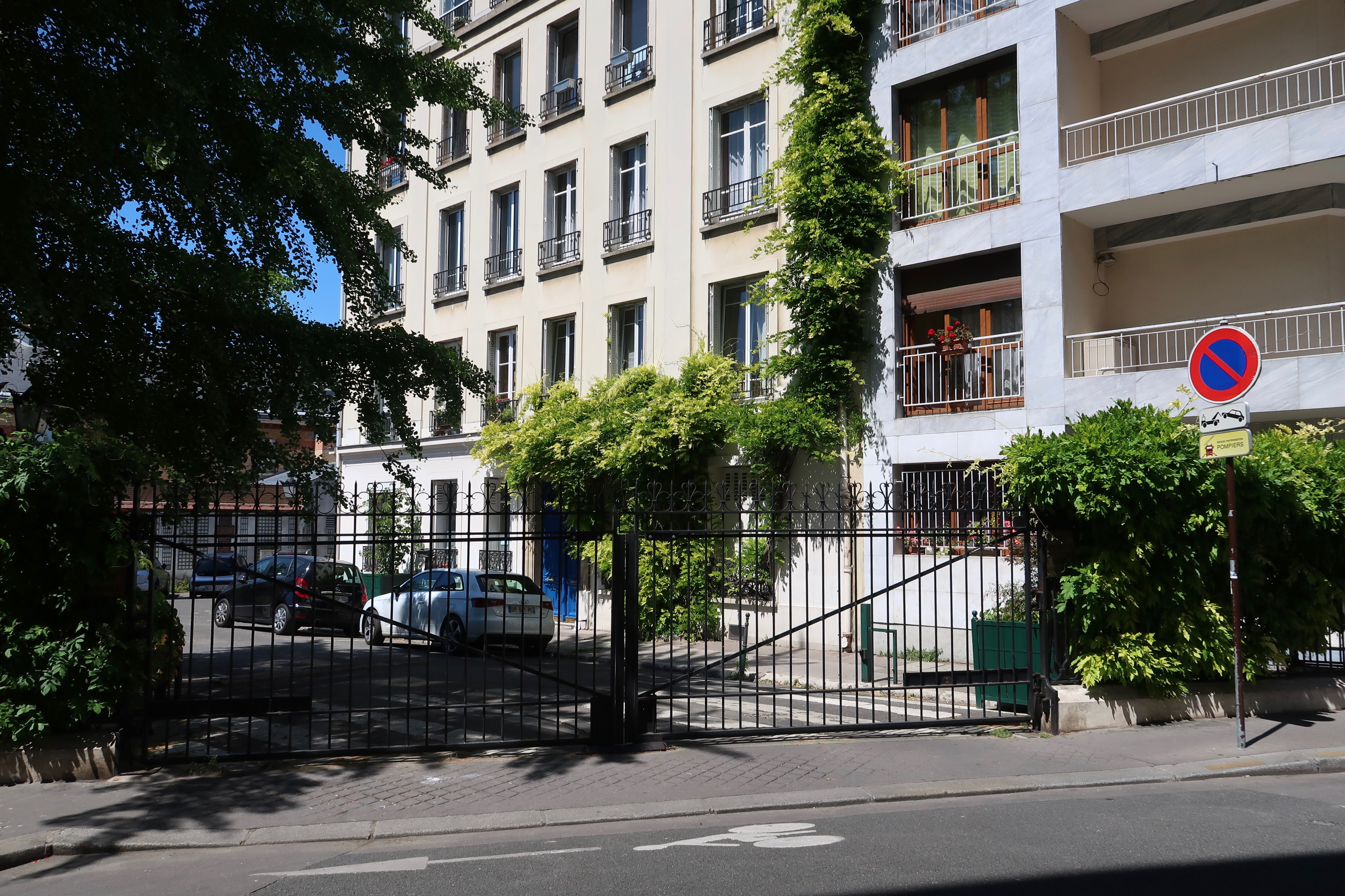
Entrée vue de la rue Decamps.

La rue Herran est une voie privée située dans le 16e arrondissement de Paris. Elle débute au 16, rue Decamps et se termine au 101, rue de Longchamp.
Le quartier est desservi par la ligne 9 à la station Rue de la Pompe.

## Origine du nom
Cette voie est nommée d'après M. Herran, propriétaire des terrains sur lesquels elle a été ouverte.
Elle a donné son nom à la villa Herran, située dans le voisinage.

## Historique
Cette voie est créée sous sa dénomination actuelle en 1862.
Elle est bordée à l'ouest par le lycée Janson-de-Sailly. La construction de l'établissement, dont la première pierre est posée en 1881, oblige la fermeture de la rue Greuze (anciennement rue Blanche), plus particulièrement du tronçon entre la rue Herran et la rue de la Pompe. Le conduit d'égout qui s'y trouvait a alors été séparé de ces deux rues perpendiculaires et ne remplit donc plus cette fonction, mais existe encore sous le lycée (il passe sous les cantines, le CDI, la cour d'honneur et l'entrée principale).